# 汽車總動員系列
《汽車總動員》（英語：Cars）是由皮克斯動畫工作室製作、華特迪士尼公司發行的美國電腦動畫系列。

## 電影

### 《汽車總動員》（2006）
《汽車總動員》系列首部電影。故事講述賽車界新秀閃電麥坤，在去加利福尼亞州參加全球著名的比賽「活塞杯汽車大賽」的途中迷路了，最終闖進66號公路上的一個名為油車水鎮的小鎮上。由於麥坤不小心破壞了道路，被判決把破壞的道路修好。過程中他與拖車拖線成為朋友，並愛上了保時捷莎莉。
麥坤修好道路後，韓大夫不希望他在鎮上逗留，所以他通知記者把麥坤帶到洛杉磯，但韓大夫很快就意識到麥坤對油車水鎮的幫助有多大，所以他再次以「韓森黃蜂」現身活塞杯汽車大賽，而油車水鎮部分居民到了擔任麥坤的維修團隊。在麥坤即將贏得比賽時，路霸把「冠軍」史崔威勒撞出賽道，導致史崔威勒嚴重受損，麥坤把史崔威勒推進終點線完成賽事。雖然路霸最後贏了，但卻被觀眾噓聲對待，而麥坤因其行為受到讚揚。
雖然麥坤輸了比賽，但被認為是「岱諾可」贊助商的新面孔受到邀約。麥坤決定留在舊贊助商「清鏽」。 然而，麥坤為了對應承諾，拜託岱諾可總裁老德讓拖線乘坐直升機。電影結尾麥坤在油車水鎮上設立他的賽車總部，從而復興66號公路，令它放回到了地圖上。

### 《Cars 2：世界大賽》（2011）
這個故事是關於閃電麥坤參加第一屆世界格蘭披治大賽，在日本、意大利和英國上決定世界上最快的賽車。麥坤的競爭對手是意大利一級方程式賽車超哥。途中，拖線被英國特務車麥克飛彈誤認為特務和愛上了麥克飛彈的助手郝莉莉。
他們三人發現了破壞比賽的主謀就是Z博士和一群芭樂車。當在英國比賽接近尾聲時，拖線發現邁爵士才是破壞比賽的幕後主謀。
隨著賽事中斷和擊敗反派後，拖線被英女王伊莉莎白二世封爵，比賽在油車水鎮繼續。麥克飛彈和郝莉莉認為拖線是優秀的特務而邀請他出任務，但拖線拒絕了。然而，拖線保留了他的火箭發動機。

## 反響

### 票房成績
| 電影                     | 美國上映日     | 票房收入   | 票房收入   | 票房收入    | 預算       | 參考  |
| 電影                     | 美國上映日     | 北美       | 其他地區   | 全球        | 預算       | 參考  |
| ------------------------ | -------------- | ---------- | ---------- | ----------- | ---------- | ----- |
| 《汽車總動員》           | 2006年6月9日   | 2.44億美元 | 2.18億美元 | 4.62億美元  | 1.2億美元  | [ 1 ] |
| 《Cars 2：世界大賽》     | 2011年6月24日  | 1.91億美元 | 3.7億美元  | 5.62億美元  | 2億美元    | [ 2 ] |
| 《Cars 3：閃電再起》     | 2017年6月16日  | 1.52億美元 | 2.3億美元  | 3.83億美元  | 1.75億美元 | [ 3 ] |
| 《汽車總動員》           | 《汽車總動員》 | 5.88億美元 | 8.19億美元 | 14.08億美元 | 4.95億美元 | [ 4 ] |
| 《飛機總動員》           | 2013年8月9日   | 9025萬美元 | 1.48億美元 | 2.39億美元  | 5000萬美元 | [ 5 ] |
| 《飛機總動員：打火英雄》 | 2014年7月18日  | 5916萬美元 | 9222萬美元 | 1.51億美元  | 5000萬美元 | [ 6 ] |
| 《飛機總動員》           | 《飛機總動員》 | 1.49億美元 | 2.41億美元 | 3.9億美元   | 1億美元    |       |
| 合計                     | 合計           | 7.87億美元 | 9.9億美元  | 17.24億美元 | 5.95億美元 |       |

### 專業評價

#### 《汽車總動員》
| 電影                 | 爛番茄          | Metacritic    | CinemaScore |
| -------------------- | --------------- | ------------- | ----------- |
| 《汽車總動員》       | 75% (200篇評論) | 73 (39篇評論) | A           |
| 《Cars 2：世界大賽》 | 38% (214篇評論) | 57 (38篇評論) | A-          |
| 《Cars 3：閃電再起》 | 70% (220篇評論) | 59 (41篇評論) | A           |

#### 《飛機總動員》
| 電影                     | 爛番茄          | Metacritic    | CinemaScore |
| ------------------------ | --------------- | ------------- | ----------- |
| 《飛機總動員》           | 25% (115篇評論) | 39 (32篇評論) | A-          |
| 《飛機總動員：打火英雄》 | 43% (90篇評論)  | 48 (29篇評論) | A           |

## 外部連結
- 互联网电影数据库（IMDb）上《汽車總動員》的资料（英文）
- 互联网电影数据库（IMDb）上《Cars 2：世界大賽》的资料（英文）
- 互联网电影数据库（IMDb）上《Cars 3：閃電再起》的资料（英文）
- 互联网电影数据库（IMDb）上《飛機總動員》的资料（英文）
- 互联网电影数据库（IMDb）上《飛機總動員：打火英雄》的资料（英文）